# Finger

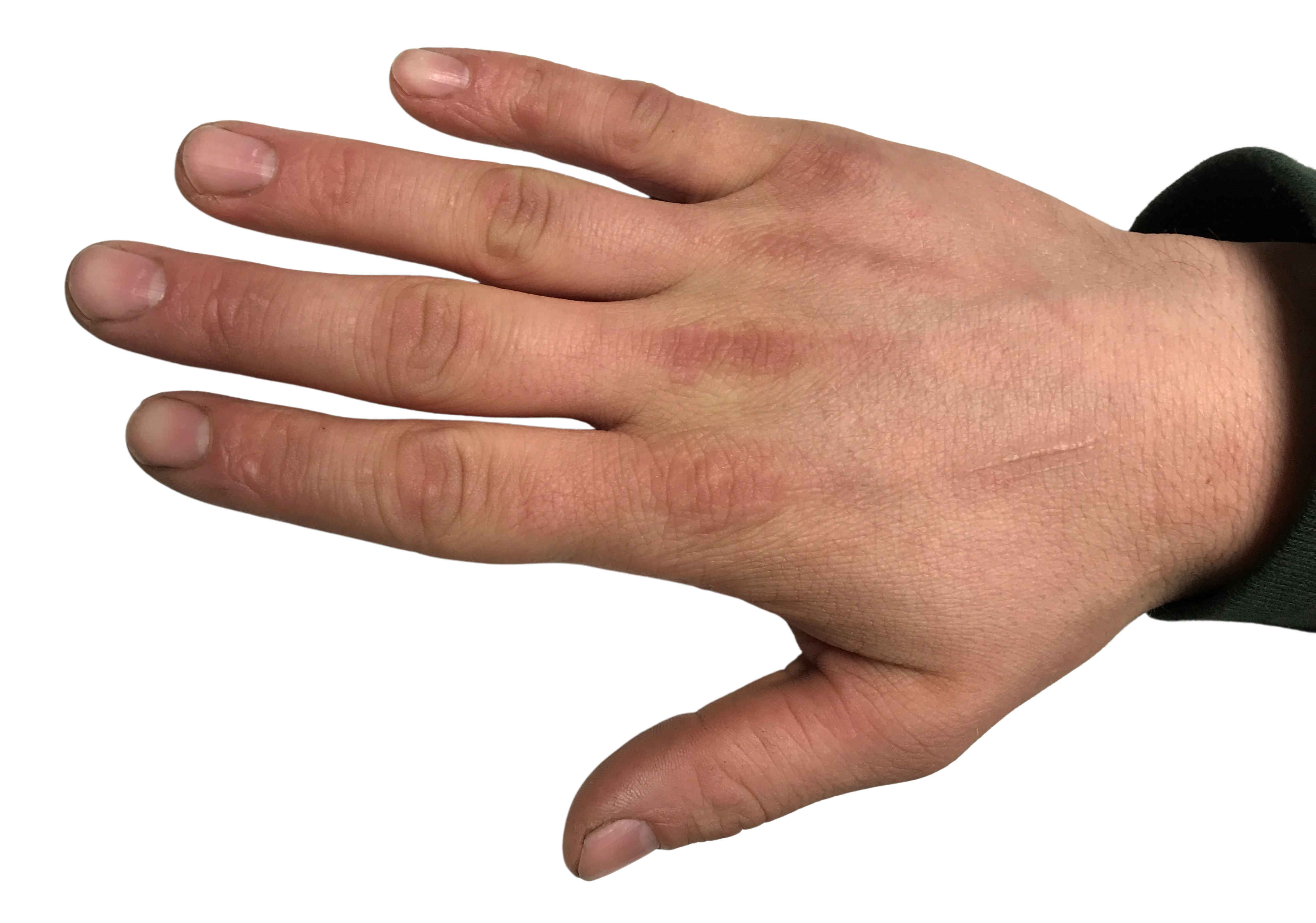
Fingrar och hand.

Finger (latin: digitus, "finger", digiti manus, "handens extensioner") är i människans kropp handens fem extensioner. 
- Tummen (pollex), det kortaste och tjockaste fingret, är radialt placerat på handen och räknas som det första fingret. Det är karaktäristiskt för människan att tummen saknar de fyra ulnara fingrarnas mellanfalang samt är inåtroterad 45° mot dem.
- Pekfingret (index) är det första ulnara fingret. Som namnet antyder används det ofta som pekverktyg och under medeltiden kallades fingret digitus demonstratorius.
- Långfingret (digitus medius) är det mellersta fingret.
- Ringfingret (digitus anularis) är normalt lika långt som pekfingret men ringfingrets leder sitter ofta längre upp (proximalt) på fingret.
- Lillfingret (digitus minimus) det femte och sista fingret. Det är också det kortaste och det finger som sitter längst upp (proximalt) på handen.

## Anatomi

### Skelett

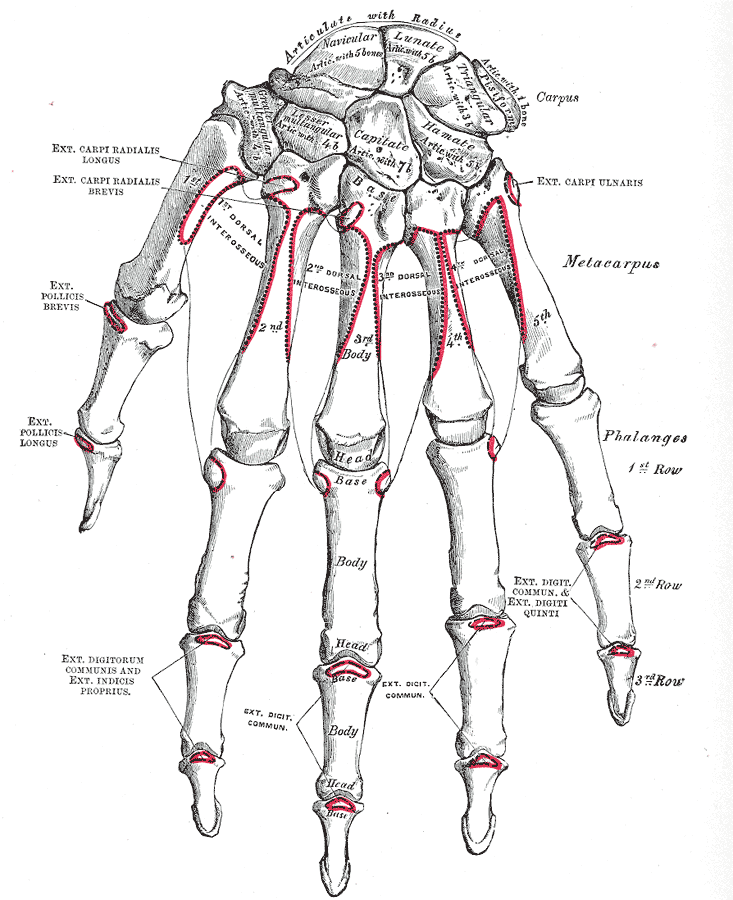
Handens skelett.

#### Ben
Ett ulnart finger består av tre rörben kallade falanger: Grundfalang (phalanx proximalis), mellanfalang (phalanx media) och ytterfalang (phalanx distalis). Varje ben består av ett skaft (corpus) och två extremiteter; den proximala och något större basen (basis) och det distala och mindre huvudet (caput).
Tummen saknar som nämnts de fyra ulnara fingrarnas mellanfalang. Dessutom är dess metakarpalben vridet så att tummen är riktat in mot handen.
I fingrarna kan sesamben (ossa sesamoidea) förekomma, i synnerhet i tummens metakarpofalangealled (MCP-led).

#### Leder
Fingerlederna (articulatio(nes) digitorum manus) förenar mellanhandens (metacarpus) ben (metakarpalben) med fingrarnas grundfalanger (phalanx proximalis) och dels lederna mellan de två distala falangerna (art. interphalangeae). Samtliga leder i fingrarna är synovialleder placerade distalt om falangernas distala extremiteter. Fingerlederna omges av starka ligament som stödjer rörelserna i lederna. 

##### Knogleder
Knoglederna (metakarpofalangeallederna, art. metacarpophalangeae, MCP-lederna) är inskränkta kulleder som medger extension (sträckning) på 45° och flexion (böjning) på 90°. Dessutom kan lederna adduceras och abduceras vilket gör att fingrarna kan roteras (cirkumduktion).

##### Interfalangealleder
Interfalangeallederna (art. interphalangeae) är gångjärnsleder som endast medger flexion och extension. Mellanlederna (art. interphalangeae proximales, PIP-lederna) medger flexion på 100° medan ytterlederna (art. interphalangeae distales, DIP-lederna) endast medger flexion på 80° men ofta viss extension.

### Muskler
Fingrarnas böj- och sträckmuskulatur finns upptill (proximalt i underarmen (antebrachium) medan musklerna som för isär (abducerar) och ihop (adducerar) fingrarna finns i mellanhanden (metacarpus). Dessa muskler har långa senor som sträcker sig ut i fingrarna där de fäster nedanför (distalt) om fingerlederna (rött i bilden intill).
De fyra ulnara fingrarnas muskler:
- M. extensor digitorum
- M. flexor digitorum superficialis
- M. flexor digitorum profundus

### Hud
- Fingerblomman är mönstret på insidan av ett finger. Det är fingerblomman som ger upphov till fingeravtryck.

## Bildning och ossifikation

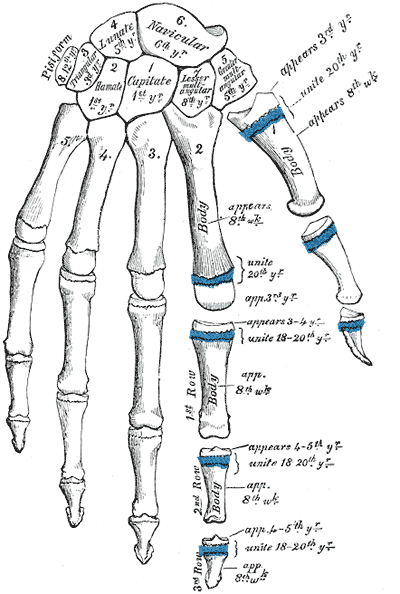
Ossifikation av handen.
Illustration: Gray's Anatomy, 1918. (PD)

Fingerfalangernas benbildning inleds i 1–3-årsåldern utifrån två förbeningskärnor: En för benskaftet och en för den proximala extremiteten. Ossifikationen inleds i skaften ungefär i åttonde fosterveckan. I grundfalangernas proximala ändar inleds benbildningen i 3–4-årsåldern och i de distala falangerna ett år senare. Vid 8–12-årsåldern är benbildningen klar.

## Evolution och variation
Hos många andra djur är antalet fingrar reducerat och hos människan har fingrarna mycket mer omfattande representation i hjärnbalken. 
Till exempel har hästen endast ett långfinger och klövdjuren endast två fingrar på sina främre extremiteter. Många grodor (oxgroda, hornpadda) har fyra tår på sina främre extremiteter.
Schimpansernas händer liknar människans men deras tummar är inte lika rörliga som våra och kan till exempel inte nå fingertopparna. Detta gör dem mindre "händiga" än människan.
Hos fladdermössens vingar är handlovsbenen och de mycket tunna fingrarna riktade bakåt (proximalt) längs med kroppen i viloläge. Mellan fingrarna spänner lufttäta hudflikar som gör att fladdermusen kan flyga. Tummarna är formade som korta klor.
Delfinernas fenor är i själva verket utformade som andra däggdjurs främre extremiteter med motsvarande skelettdelar. I fingrarna finns betydligt fler falanger än hos människan, vilket gör fenorna styvare.